# Álava
Álava (Spaans) of Araba (Baskisch) is een provincie van Spanje en maakt deel uit van de regio Baskenland. De provincie heeft een oppervlakte van 3038 km². De provincie telde 317.352 inwoners in 2010 verdeeld over 51 gemeenten.
Hoofdstad van Álava is Vitoria-Gasteiz.
Álava is voor de Basken ook een van de zeven traditionele provincies van Baskenland.
In de provincie Álava bevinden zich enkele enclaves, behorend tot de provincie Burgos en de regio Castilië en León. De grootste hiervan is Condado de Treviño.

## Bestuurlijke indeling
De provincie Álava bestaat uit 7 comarca's die op hun beurt uit gemeenten bestaan. De comarca's van Álava zijn:
- Cuadrilla de Añana
- Cuadrilla de Ayala
- Cuadrilla de Campezo-Montaña Alavesa
- Cuadrilla de Laguardia-Rioja Alavesa
- Cuadrilla de Salvatierra
- Cuadrilla de Vitoria
- Cuadrilla de Zuia

Zie voor de gemeenten in Álava de lijst van gemeenten in provincie Álava.

## Demografische ontwikkeling
Bron: INE
Opm: Bevolkingscijfers in duizendtallen